# Glaucophyta
Las glaucofitas (división Glaucophyta o Glaucocystophyta) son un pequeño grupo de algas unicelulares de agua dulce que comprende unas trece especies. Forman parte de Archaeplastida junto a Rhodophyta (algas rojas) y Viridiplantae (plantas verdes). el cual es equivalente al reino Plantae en varios sistemas de clasificación. Clásicamente en algunos sistemas de clasificación se agrupan en el reino Protista. Sin embargo hay que tener en cuenta que ese grupo no es válido ya que es un taxón cajón de sastre (un grupo conformado por los eucariotas que no  encajaban en ninguno de los otros tres reinos eucarióticos).
Las glaucofitas están constituidas por células individuales o en grupos, a veces compartiendo la pared de la célula madre. La reproducción asexual tiene lugar por la formación de zoosporas (células móviles con dos flagelos) o autoesporas (inmóviles). No se ha observado reproducción sexual entre las glaucofitas.

## Características
Las glaucofitas se distinguen principalmente por la presencia de cianelas, es decir, plastos que retienen características típicas de las cianobacterias y ausencia de los cloroplastos del resto de las algas. Estos plastos presentan una pared residual de peptidoglicano entre las dos membranas y carboxisomas, que se consideran procedentes del endosimbionte bacteriano.
Estas algas tienen un solo núcleo (en contraste con Rhodophyta, que puede llegar a tener varios) y son unicelulares biflageladas. Sus pigmentos fotosintéticos son, además de la clorofila a, β-caroteno, zeaxantinas, β-criptoxantina y ficocianina. Los tilacoides no están apilados y al igual que en las algas rojas y cianobacterias, contienen ficobilisomas, estructuras que consisten en gran medida de ficobiliproteínas. El almidón se almacena fuera del plasto, en el citoplasma. Además, tienen mitocondrias con crestas planas y realizan una mitosis abierta sin centriolos. Las formas móviles tienen dos flagelos desiguales, que pueden tener pelos finos y estar anclados por un sistema de varias capas de microtúbulos, que son similares a los encontrados en algunas algas verdes. 
Se acepta que las plantas verdes (incluyendo las algas verdes), las algas rojas y las glaucofitas adquirieron sus plastos de cianobacterias endosimbióticas. Los demás tipos de algas recibieron sus plastos por endosimbiosis secundarias, es decir, endocitando un tipo de alga que ya poseía plastos. Si la hipótesis que postula que los cloroplastos primarios tienen un origen único es correcta, los glaucófitos podrían ser los organismos más próximos al que originariamente endocitó la cianobacteria que se convertiría en cloroplasto.

## Clasificación
Se reconocen seis géneros, todos de agua dulce, ninguno de los cuales es particularmente abundante. Las características de los géneros principales son las siguientes:
- Glaucocystis. Célula individual o en grupos, en este caso compartiendo una matriz común rodeada por la pared de la célula madre. En ambos casos, la forma es típicamente oval. Autoespora inmóvil, aunque conserva flagelos vestigiales muy cortos. Contiene uno o dos cloroplastos.

- Cyanoptyche Célula individual o palmeloide (grupos en una matriz que carece de la pared celular de la célula madre). Cada célula palmeloide produce una única zoospora biflagelada móvil de igual tamaño o incluso más grande (longitud de la célula: 24–36 μm, zoospora: 32–34 μm). Contiene unos 90 cloroplastos por célula.

- Gloeochaete. Célula individual o en grupos, pero sin compartir la pared celular de la célula madre. Las zoosporas biflageladas son móviles. Contiene más de nueve cloroplastos por célula.

- Cyanophora.  Célula individual, pequeña (longitud 9–16 μm y anchura 7 μm) y carente de pared celular. Son biflageladas, se dividen por fisión binaria y pueden producir quistes. Contiene aproximadamente nueve cloroplastos por célula.

## Sinonimia
Glaucophyta también se conoce como Glaucocystophyta (Kies & Kremer 1986). Ha sido considerado subreino Glaucobionta (Reviers 2002) o Glaucoplantae (Becker B et al 2008).